# Pedicia depressiloba
Pedicia (Amalopis) depressiloba là một loài ruồi trong họ Pediciidae. Chúng phân bố ở vùng sinh thái Palearctic.